# 므롱고보군

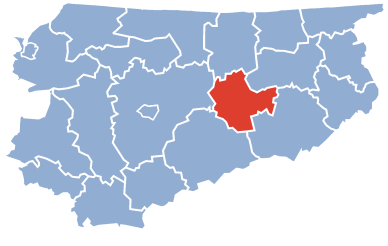
바르미아마주리주 지도에 표시된 므롱고보군의 위치

므롱고보군(폴란드어: powiat mrągowski)은 폴란드 바르미아마주리주에 위치한 군으로 군청 소재지는 므롱고보이며 면적은 1,065.23km2, 인구는 50,087명(2019년 기준), 인구 밀도는 47명/km2이다.
북쪽으로는 켕트신군, 동쪽으로는 기지츠코군, 남동쪽으로는 피시군, 남쪽으로는 슈치트노군, 서쪽으로는 올슈틴군과 접한다. 5개 지방 자치체(1개 도시, 1개 도시형 농촌, 3개 농촌)를 관할한다.

군기
군 문장